# Melissourgáki
Melissourgáki, en grec moderne : Μελισσουργάκι, est un village du dème de Mylopótamos, en Crète, en Grèce. Selon le recensement de 2011, la population de Melissourgáki compte 32 habitants. Il est situé à une altitude de 330 m et à une distance de 32 km de Réthymnon.